# I liga urugwajska w piłce nożnej (1921)
- Mistrz Urugwaju 1921: CA Peñarol
- Wicemistrz Urugwaju 1921: Club Nacional de Football
- Spadek do drugiej ligi: Reformers Montevideo
- Awans z drugiej ligi: Rampla Juniors

Mistrzostwa Urugwaju w roku 1921 były mistrzostwami rozgrywanymi według systemu, w którym wszystkie kluby rozgrywały ze sobą mecze każdy z każdym u siebie i na wyjeździe, a o tytule mistrza i dalszej kolejności decydowała końcowa tabela.

## Primera División

### Końcowa tabela sezonu 1921
| Poz | Klub                      | Mecze | Zw | Rem | Por | Pkt | BrZd | BrStr |
| --- | ------------------------- | ----- | -- | --- | --- | --- | ---- | ----- |
| 1   | CA Peñarol                | 22    | 18 | 3   | 1   | 39  | 56   | 12    |
| 2   | Club Nacional de Football | 22    | 16 | 5   | 1   | 37  | 52   | 10    |
| 3   | Universal Montevideo      | 22    | 13 | 5   | 4   | 31  | 37   | 14    |
| 4   | Montevideo Wanderers      | 22    | 13 | 4   | 5   | 30  | 26   | 11    |
| 5   | Belgrano Montevideo       | 22    | 8  | 6   | 8   | 22  | 24   | 27    |
| 6   | Lito Montevideo           | 22    | 8  | 5   | 9   | 21  | 25   | 28    |
| 7   | Liverpool Montevideo      | 22    | 7  | 2   | 13  | 16  | 18   | 18    |
| 8   | Central Montevideo        | 22    | 5  | 5   | 12  | 15  | 14   | 25    |
| 9   | Charley Montevideo        | 22    | 5  | 4   | 13  | 14  | 13   | 32    |
| 10  | Uruguay Onward Montevideo | 22    | 6  | 2   | 14  | 14  | 12   | 42    |
| 11  | Dublín Montevideo         | 22    | 5  | 3   | 14  | 13  | 11   | 41    |
| 12  | Reformers Montevideo      | 22    | 4  | 4   | 14  | 12  | 12   | 40    |